# Arches (Vosges)
Arches és un municipi francès, situat al departament dels Vosges i a la regió del Gran Est. L'any 2007 tenia 1.726 habitants.

## Demografia

### Població
El 2007 la població de fet d'Arches era de 1.726 persones. Hi havia 726 famílies, de les quals 228 eren unipersonals (108 homes vivint sols i 120 dones vivint soles), 217 parelles sense fills, 233 parelles amb fills i 48 famílies monoparentals amb fills.
La població ha evolucionat segons el següent gràfic:
Habitants censats

### Habitatges
El 2007 hi havia 801 habitatges, 733 eren l'habitatge principal de la família, 20 eren segones residències i 48 estaven desocupats. 526 eren cases i 272 eren apartaments. Dels 733 habitatges principals, 464 estaven ocupats pels seus propietaris, 261 estaven llogats i ocupats pels llogaters i 8 estaven cedits a títol gratuït; 6 tenien una cambra, 72 en tenien dues, 137 en tenien tres, 178 en tenien quatre i 339 en tenien cinc o més. 560 habitatges disposaven pel capbaix d'una plaça de pàrquing. A 335 habitatges hi havia un automòbil i a 294 n'hi havia dos o més.

### Piràmide de població
La piràmide de població per edats i sexe el 2009 era:
| Homes | Edats   | Dones |
| ----- | ------- | ----- |
| 0     | 95 o +  | 0     |
| 0     | 90 a 94 | 4     |
| 4     | 85 a 89 | 12    |
| 0     | 80 a 84 | 0     |
| 24    | 75 a 79 | 32    |
| 20    | 70 a 74 | 64    |
| 24    | 65 a 69 | 44    |
| 52    | 60 a 64 | 40    |
| 48    | 55 a 59 | 56    |
| 56    | 50 a 54 | 56    |
| 68    | 45 a 49 | 92    |
| 48    | 40 a 44 | 52    |
| 64    | 35 a 39 | 52    |
| 92    | 30 a 34 | 56    |
| 60    | 25 a 29 | 68    |
| 40    | 20 a 24 | 60    |
| 60    | 15 a 19 | 36    |
| 72    | 10 a 14 | 40    |
| 80    | 5 a 9   | 48    |
| 52    | 0 a 4   | 40    |

## Economia
El 2007 la població en edat de treballar era de 1.140 persones, 861 eren actives i 279 eren inactives. De les 861 persones actives 779 estaven ocupades (428 homes i 351 dones) i 82 estaven aturades (43 homes i 39 dones). De les 279 persones inactives 117 estaven jubilades, 93 estaven estudiant i 69 estaven classificades com a «altres inactius».

### Ingressos
El 2009 a Arches hi havia 733 unitats fiscals que integraven 1.698 persones, la mediana anual d'ingressos fiscals per persona era de 18.422 €.

### Activitats econòmiques
Dels 75 establiments que hi havia el 2007, 2 eren d'empreses extractives, 4 d'empreses alimentàries, 2 d'empreses de fabricació de material elèctric, 3 d'empreses de fabricació d'altres productes industrials, 9 d'empreses de construcció, 17 d'empreses de comerç i reparació d'automòbils, 4 d'empreses de transport, 5 d'empreses d'hostatgeria i restauració, 1 d'una empresa d'informació i comunicació, 5 d'empreses financeres, 1 d'una empresa de serveis, 13 d'entitats de l'administració pública i 9 d'empreses classificades com a «altres activitats de serveis».
Dels 22 establiments de servei als particulars que hi havia el 2009, 1 era una oficina de correu, 1 una oficina bancària, 1 funerària, 1 taller de reparació d'automòbils i de material agrícola, 4 paletes, 1 guixaire pintor, 1 fusteria, 1 lampisteria, 1 empresa de construcció, 5 perruqueries, 4 restaurants i 1 tintoreria.
Dels 7 establiments comercials que hi havia el 2009, 1 era un hipermercat, 2 fleques, 1 una fleca, 1 una botiga de mobles, 1 una botiga de material de revestiment de parets i terra i 1 una joieria.
L'any 2000 a Arches hi havia 8 explotacions agrícoles que ocupaven un total de 225 hectàrees.

## Equipaments sanitaris i escolars
El 2009 hi havia 1 farmàcia i 1 ambulància.
El 2009 hi havia 1 escola maternal i 1 escola elemental.

## Poblacions més properes
El següent diagrama mostra les poblacions més properes.